# Gaedioxenis setifrons
Gaedioxenis setifrons là một loài ruồi trong họ Tachinidae.